# Świelino
Świelino (do 1945 niem. Schwellin) – wieś w Polsce położona w województwie zachodniopomorskim, w powiecie koszalińskim, w gminie Bobolice. W czasach PRL-u w Świelinie mieścił się PGR. Obecnie budynki nie są użytkowane.
Wieś leży przy trasie byłej linii wąskotorowej Białogard – Świelino – Bobolice.

## Historia
Świelino powstało jako wieś kościelna, a następnie stanowiła lenno rodu von Kleist. 2 października 1612 właściciel Świelina Reinhold von Kleist gościł tu znanego kartografa Eilhardusa Lubinusa. We wrześniu 1766 majątek nabył pruski generał Friedrich Wilhelm Lölhöffel von Löwensprung, w 1784 we wsi znajdowały się dwadzieścia trzy gospodarstwa, w tym folwark, kuźnia, karczma, plebania oraz warsztat z piecem do wypalania wapna. W 1867 były dwadzieścia cztery domy i trzydzieści budynków gospodarczych, w późniejszych latach do Świelina administracyjnie zaliczano również Wojęcino oraz tamtejszy młyn. 

## Zabytek
- późnogotycki kościół z 1500, rozbudowany w 1840, posiada neogotyckie prezbiterium z szeroką wieżą przedłużoną latarenką z hełmem cebulasto-iglicznym[9]
- dwór murowany parterowy z XVIII/XIX w[10].

## Przypisy

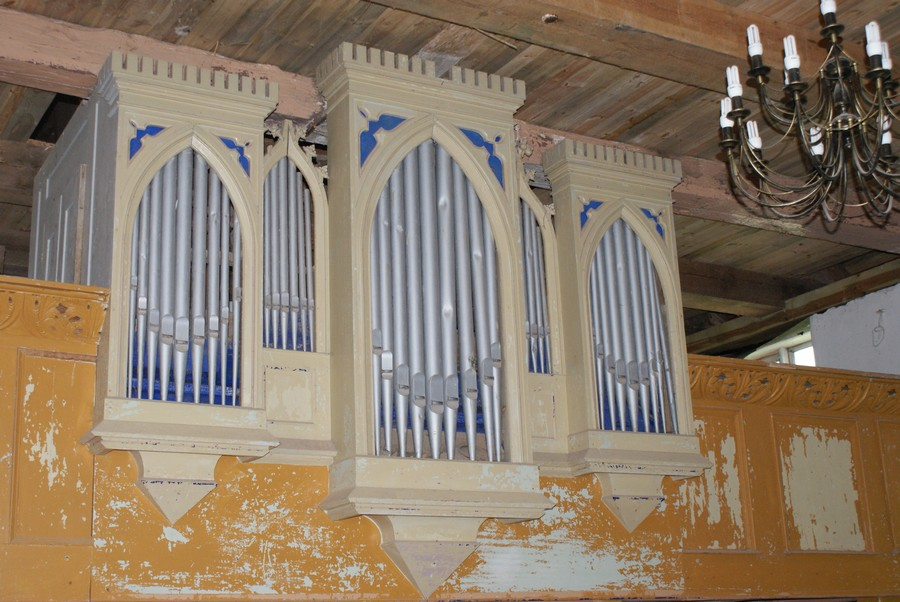
organy w kościele